# Super Junior-D&E
Super Junior-Donghae & Eunhyuk (coréen : 슈퍼주니어-동해&은혁, aussi connu Super Junior-D&E ou D&E) est la cinquième sous-unité officielle du boys band sud-coréen Super Junior. Elle a été créée sous SM Entertainment en 2011 et est composée de deux membres, Donghae et Eunhyuk. Le 9 mars 2015, le sous-groupe sort son premier mini-album coréen nommé The Beat Goes On.

## Membres
Le sous-groupe est composé de Donghae et d'Eunhyuk, d'où le nom de l'unité "D&E".
- Donghae (동해), de son vrai nom Lee Dong-hae (이동해), est né le 15 octobre 1986 (38 ans) à Mokpo, Jeollanam-do,  Corée du Sud.
- Eunhyuk (은혁), de son vrai nom Lee Hyuk-jae (이혁재), est né le 4 avril 1986 (38 ans) à Goyang-si, Gyeonggi-do,  Corée du Sud.

## Carrière musicale (depuis 2011)

### 2011 - 2013: Formation et début
Le clip de 떴다 오빠 (Oppa, Oppa) sort le 16 décembre 2011. Ce premier single contient le titre principal 떴다 오빠 (Oppa, Oppa), ainsi qu'un titre secondaire nommé First Love.
D&E font leur première apparition officielle en tant que sous groupe lors du Music Bank de KBS le 16 décembre 2011 avec leur performance de 떴다 오빠 (Oppa, Oppa).
La chanson 떴다 오빠 (Oppa, Oppa) avait été pour la première fois introduit lors du Super Show 4 le 19 novembre 2011.
Il y a eu deux clips pour cette même piste : le premier a été dévoilé le même jour que la sortie du single et le second le 21 décembre, ce dernier a été réalisé par Shindong et des apparitions de Amber des f(x), Peter et Youngsky de One Way ainsi que Sungmin et Shindong ont eu lieu.
La version japonaise de la chanson 떴다 오빠 (Oppa, Oppa) a été publié le 4 avril 2012. Cette version est allée jusqu'à la deuxième place sur le classement quotidien et hebdomadaire d'Oricon et la première place au Tower Records single chart.
Le 19 juin 2013, le duo dévoile un second single japonais intitulé I Wanna Dance, qui inclut une deuxième piste Love That I Need avec Henry des Super Junior-M.
Le clip de 아직도 난 (Still You) sort le 16 décembre 2013. Et le single sort deux jours après. Le clip a été tourné à Londres. La chanson a été interprétée pour la première fois lors du SMTown Week : Super Junior Treasure Island les 28 et 29 décembre.

### 2014-2015:Ride Me, The Beat Goes On, et pause
Le duo sort son premier album japonais Ride Me le 26 février 2014 et va commencer à se faire appeler par Super Junior-D&E. La version courte de leur vidéo promotionnelle Motorcycle sort le 2 février, et cette chanson devient la chanson thème de l'émission japonaise Sukkiri.
Leur première tournée japonaise débute le 4 mars 2014 à Nagoya, pour passer par 8 villes, soient Osaka, Hiroshima, Fukuoka, Kobe, Niigata, Budokan et Tokyo pour 22 concerts.
Ils ont au total chanté 22 chansons, dont  I Wanna Dance, Oppa, Oppa, BAMBINA. Le duo a pu réunir 100 000 fans pour le concert à Budokan.
Le 6 août 2014, ils sortent leur troisième single japonais Skeleton.
Le clip de "너는 나만큼 (Growing Pains)" sort le 5 mars 2015, précédé de deux MV teasers publiés le 2 mars,. La chanson est incluse dans l'album The Beat Goes On qui sort le 6 mars. Ce retour en Corée a débuté au Music Bank avec leurs chansons Growing Pains et The Beat Goes On le jour de la sortie de leur album. Le 24 mars le duo publie une version spéciale de leur dernier album, qui inclut des titres comme Oppa, Oppa, Motorcycle, etc.
Le 31 mars, D&E sortent la vidéo "Chok chok dance" dans laquelle on peut voir des artistes et le staff de SM Entertainment danser sur "촉이 와". On peut notamment voir quelques membres des groupes Super Junior, Girls' Generation, SHINee, f(x), EXO,et Red Velvet.

### 2017-Aujourd'hui: Retour avec de nouveaux projets
Eunhyuk et Donghae ont effectué leur service militaire respectivement jusqu'au 12 juillet et le 14 juillet,. Puis ils ont participé au SM TOWN Live World Tour VI in Japan du 27 au 28 juillet.
À partir de novembre 2017, le duo va sortir une chanson en japonais tous les mois, jusqu'à sortir leur album japonais en 2018.
Le 8 août 2018, le duo sort son second album japonais intitulé STYLE qui inclut les 7 titres dévoilés en avance et des nouvelles pistes comme Sunrise et Polygraph. Le duo prévoit de faire une nouvelle tournée au Japon entre septembre 2018 et novembre 2018,.
Entre-temps, le 16 août le duo fait son retour en Corée avec un deuxième mini-album 'Bout You.
Le 14 avril, le duo sort un nouvel EP intitulé Danger.

### Au Japon
Au Japon, D&E sont chez Avex Group pour leurs activités.

#### "I Wanna Dance"
Le 23 mai 2013, D&E sortent le clip de I WANNA DANCE chez Avex Group.

#### ダイジェスト音源
D&E sortent un teaser pour la version japonaise de leur album The Beat Goes On intitulée "ダイジェスト音源" le 14 mars 2015.

#### "Let's Get It On" 試聴用音源
Un teaser pour le single japonais Let's Get It On 試聴用音源 sort le 27 août 2015.
Le single sortira le 30 septembre 2015 en même temps que leur 【E.L.F-JAPAN盤DVD編】.

#### E.L.F-Japan盤DVD編
【E.L.F-JAPAN盤DVD編】est un DVD pour les E.L.F (fans de Super Junior) japonais, il est mis en vente le 30 septembre 2015 en même temps que le single japonais Let's Get It On 試聴用音源.
Précédemment, deux vidéos mises en ligne le 14 septembre 2015 ont annoncé le DVD,.